# サン＝ヴァースト＝ラ＝ウーグ
サン＝ヴァー＝ラ＝ウーグ （Saint-Vaast-la-Hougue）は、フランス、ノルマンディー地域圏、マンシュ県のコミューン。

## 地理

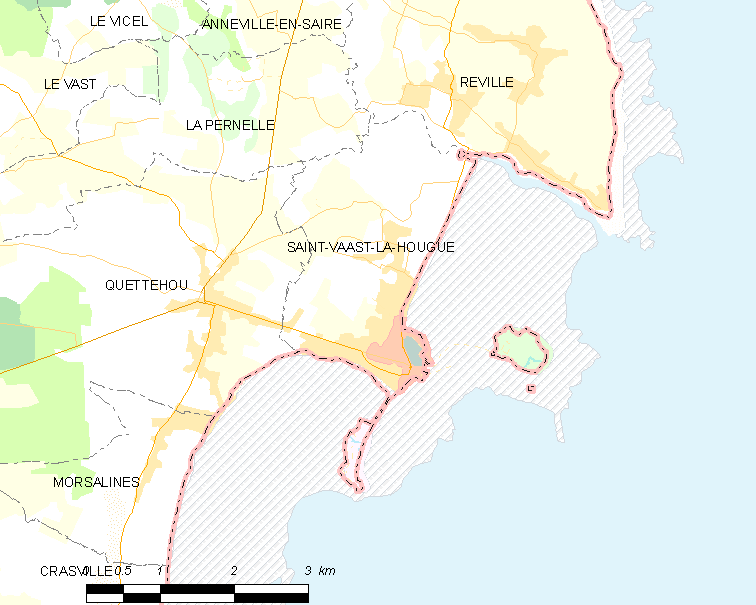
サン＝ヴァースト＝ラ＝ウーグの位置

コミューン内をセール川が流れる。コタンタン半島北部の東岸にあり、マリーナを擁する。コミューンの沖合数kmに浮かぶタティウ島も、コミューンに含まれている。干潮時には徒歩でタティウ島へ渡れ、港との定期的な往復には水陸両用車が用いられる。島にある塔は1694年、ヴォーバンの弟子バンジャマン・コンブによって建てられた。
南にあるラ・ウーグ砦も、1694年に同じくバンジャマン・コンブが建設した軍事拠点で、年に1回、ヨーロッパ文化遺産の日に一般公開されている。
港には大型トロール船が停泊し、干潮時にはタティウ島との間にカキの養殖場が姿を現す。ノルマンディー最古のカキ養殖の流域であった海岸は、サン＝ヴァースト＝ラ＝ウーグにおいて海洋活動が何より優位であることを証明している。

## 由来
教区は、6世紀にアラスとカンブレーの司教であった聖ヴァースト（fr）に捧げられていた。Hougueはコタンタン半島では一般的な名称で、北ゲルマン語群のhaugrから派生しており、高さを意味する。
フランス革命後の国民公会時代（1792年から1795年）、コミューンの名はラ・ウーグ（La Hougue）、そしてポール・ラ・ウーグ（Port-la-Hougue）にされていた。1888年までサン＝ヴァーストの名を採用し、その後サン＝ヴァースト＝ラ＝ウーグとなった。

## 歴史

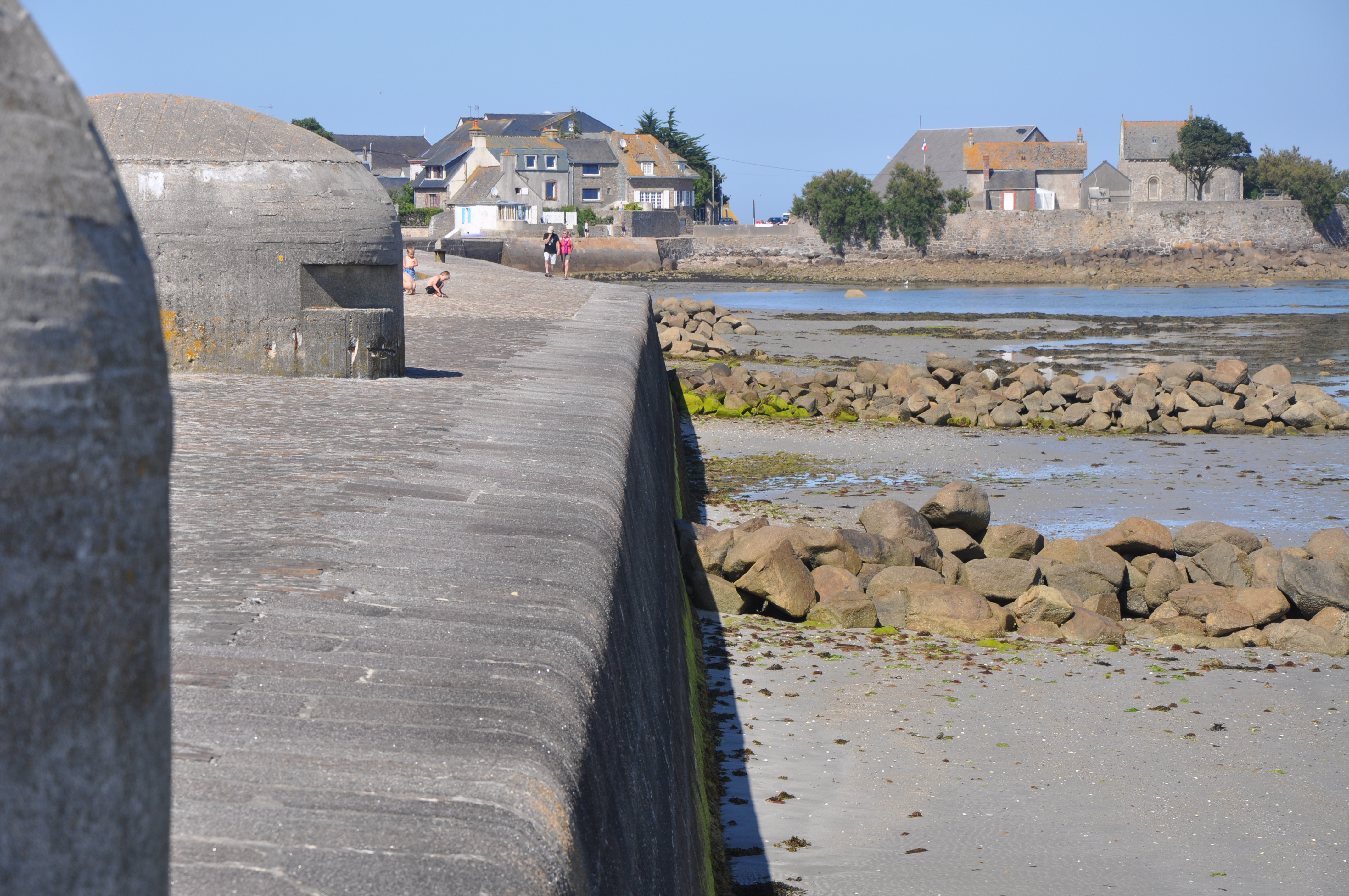
サン＝ヴァースト＝ラ＝ウーグに残る、第二次世界大戦中にドイツ軍が築いた大西洋の壁

1346年のクレシーの戦い前、イングランド王エドワード3世は、パリ攻略の遠征を始めていた。彼は新しい上陸地点を用意した。彼の敵であるフランス王は、有力ノルマン貴族でサン・ソヴール・ル・ヴィコント領主ジョフロワ・ダルクールを追放し、ダルクールはイングランド宮廷へ亡命した。このように、エドワード3世がコタンタン半島へ自由に往来する完璧な口実が与えられた。7月11日、イングランド王はポーツマス、サウサンプトン、ワイト島の港を千隻の船で満たし、帆をはらせた。翌日、要塞化されていないサン＝ヴァースト＝ラ＝ウーグに2万人の兵力とともに王は上陸し、ノルマンディーを占領した。
1692年、バルフルール岬とラ・オーグの海戦では、提督トゥールヴィル率いるフランス海軍と英蘭艦隊の衝突がバルフルールで発生した。激しい戦闘の後、11隻のフランス艦船はサン・マロへ戻ることができず、ラ・ウーグおよびタティウ周辺で座礁し、炎上した。
侵略者からサン・ヴァースト湾を守るため、この敗北を教訓に1694年からラ・ウーグとタティウの丘の上に2つの要塞化された塔の建設が、ヴォーバンの門下生バンジャマン・コンブによって始められた。この要塞は19世紀まで使われていた。
19世紀、サン＝ヴァーストの港が配備された。1828年から1845年にかけて大桟橋が、1846年から1852年にかけドックがそれぞれ整備された。その後防波堤が追加された。防波堤は1982年まで開いたままであった。それ以降は漁港とマリーナの間で共有される入り江を人工的に作るために閉じられている。
1944年、サン＝ヴァースト港は、連合国側によって最初に解放されたマンシュ県の港となった。

## 人口統計
| 1962年 | 1968年 | 1975年 | 1982年 | 1990年 | 1999年 | 2006年 | 2011年 |
| ------ | ------ | ------ | ------ | ------ | ------ | ------ | ------ |
| 2431   | 2391   | 2268   | 2347   | 2134   | 2097   | 2083   | 1966   |

参照元:1999年までEHESS、2004年以降INSEE

## 経済

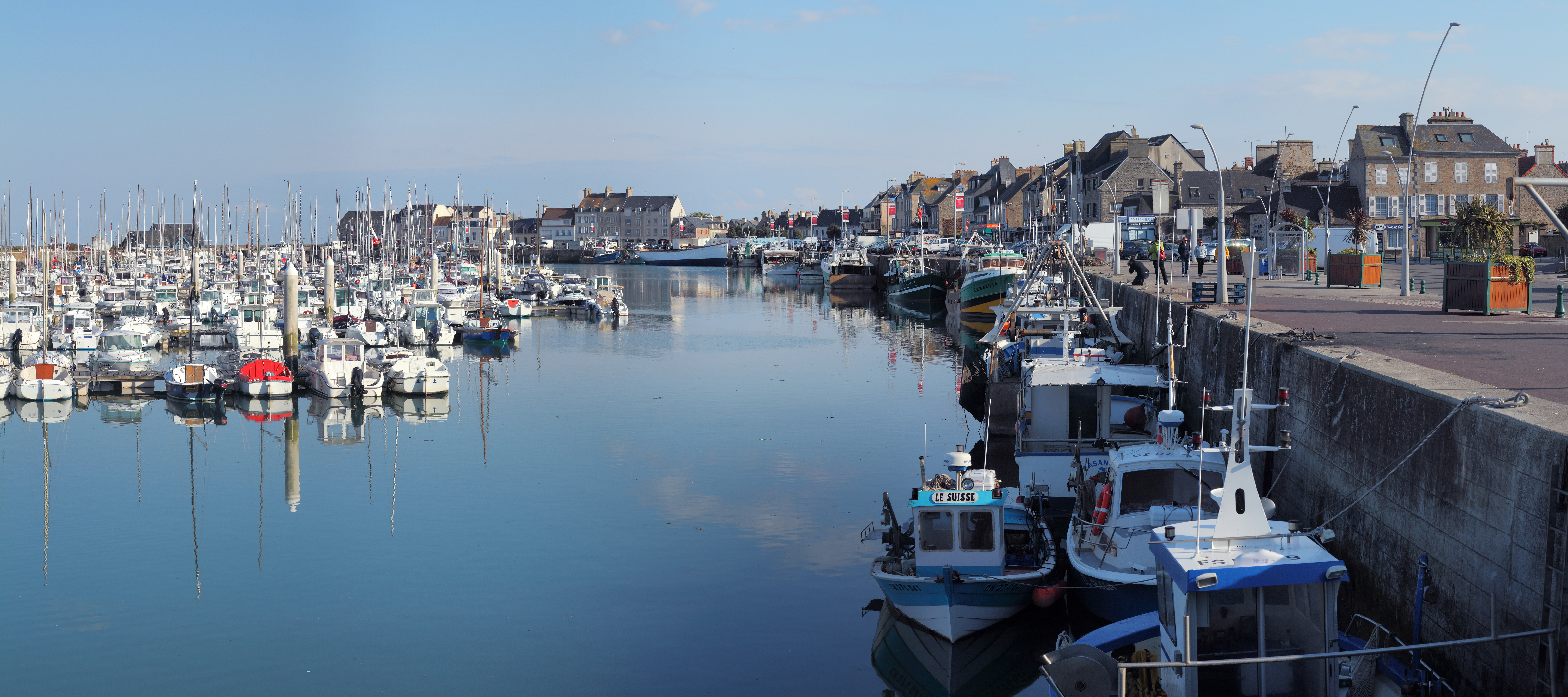
マリーナ

カキ養殖が非常に有名であり、複数の業者がフランス国内や海外と売買を行っている。サン＝ヴァースト＝ラ＝ウーグはノルマンディーにおけるカキ養殖発祥の地であり、カキ養殖棚が250エーカーの面積で広がる。
漁港とマリーナの水深は深く、満潮になると航行可能である。コタンタン沿岸の東側海岸であることの恩恵を受けている。1980年以来稼動するマリーナは、665隻の船が収容されている。
観光も重要な産業で、サン＝ヴァースト＝ラ＝ウーグはリゾート地としてホテル、レストラン、キャンプ場を抱える。2011年4月以降、サン＝ヴァースト＝ラ＝ウーグはコミューヌ・トゥーリスティック（fr）のラベル認定を受けたコミューンである。
農業では野菜栽培が行われる。

## 史跡
- ラ・ウーグ要塞とタティウ島の塔 - いずれも1694年建設。現在はUNESCO世界遺産ヴォーバンの防衛施設群の1つに登録されている。

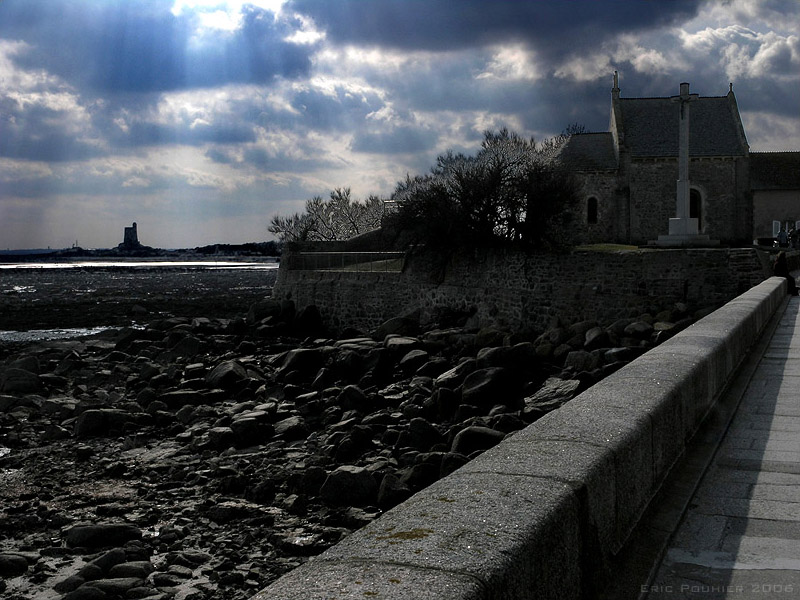
ラ・ウーグ要塞
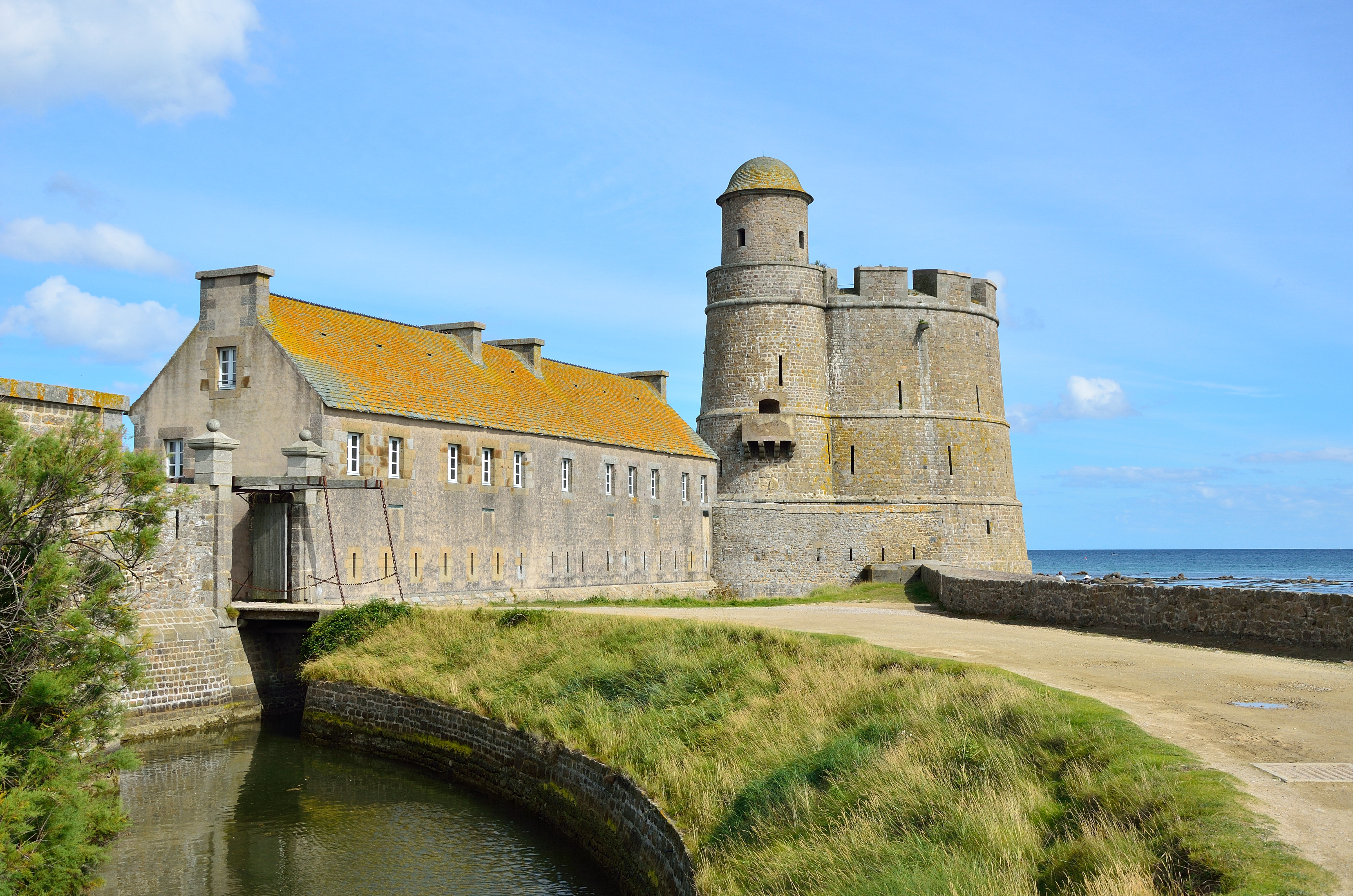
タティウ島のヴォーバン塔

## ゆかりの人物
- ルイ・ラコンブ

## 姉妹都市
- ブリッドポート、イギリス